# Atena Promacos

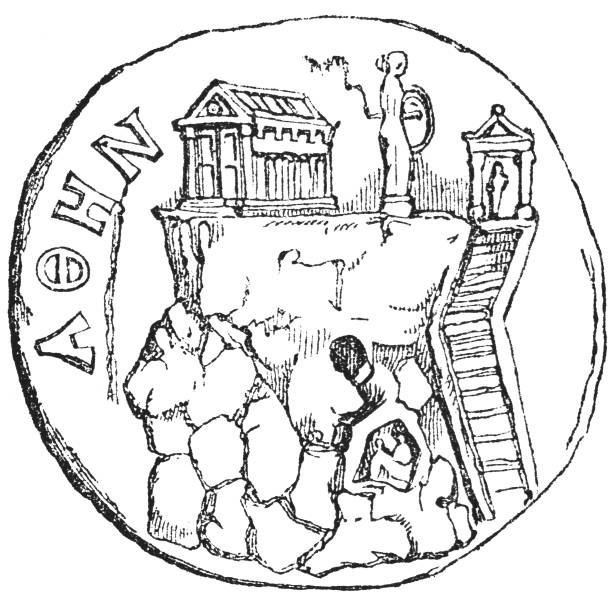
A Atena Promacos sobre a Acrópole mostrada em moeda grega. (Ver nota:)

Atena Promacos ou Atena Prômacos (em grego: Ἀθηνᾶ Πρόμαχος; romaniz.: Athena Prómachos) foi uma colossal estátua de bronze representando a deusa Atena, criada por Fídias em meados do século V a.C. e instalada na Acrópole de Atenas, na Grécia Antiga. Na Antiguidade foi frequentemente chamada de Atena de Bronze, para distingui-la de outra estátua de porte similar criada pelo mesmo artista e também presente na Acrópole, a Atena Partenos, revestida de ouro e marfim e apelidada de Atena de Ouro. Ao que parece nunca teve um nome oficial.
A Promacos foi muito admirada em seu tempo e gerou folclore, mas perdeu-se em data e de forma ignoradas. Dela só restam hoje registros literários e reproduções em moedas e outras fontes, que são de baixa qualidade e cuja fidelidade ao original é muito incerta, havendo, de fato, testemunhos discordantes sobre sua forma, estilo e aparência geral. A obra parece ter gerado prolífica iconografia, mas como seu aspecto verdadeiro é desconhecido, é difícil estudá-la, e os indícios sugerem que sua imagem se fundiu a outras tradições iconográficas referentes a Atena, complicando sua identificação. 

## O nome
A palavra Promacos, significando "quem luta na vanguarda", mas traduzida também como "guerreiro", "campeão" ou "defensor", é documentada já em tempos homéricos e logo se generalizou como designação dos hoplitas que lutavam na frente das tropas, e também como um epíteto de Atena, sendo através dele invocada em atividades militares e recebendo veneração própria. Denominando a obra de Fídias ela só aparece em uma fonte antiga, mas foi adotada pela crítica moderna.

## História e aspecto

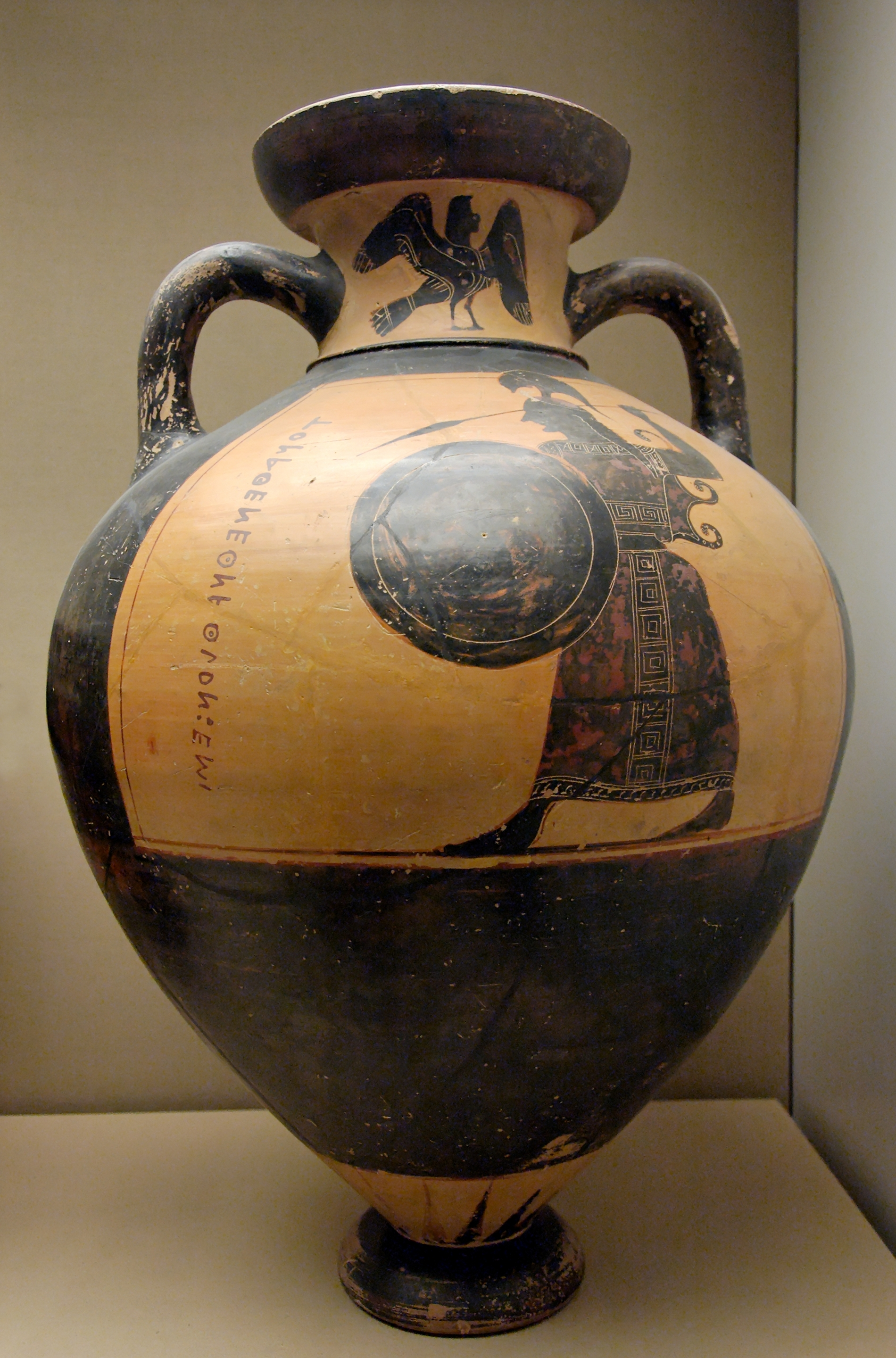
Ânfora panatenaica com uma representação de Atena da família Promacos, c. 566- Museu Arqueológico Nacional de Atenas

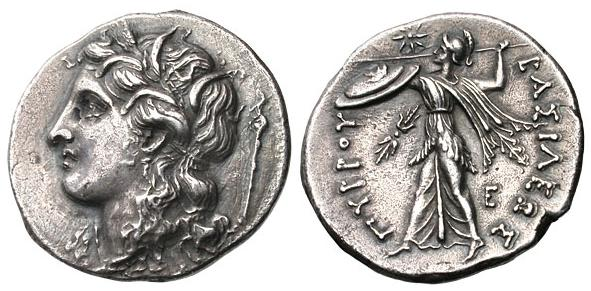
Octóbulo de prata emitido em 278- por Pirro (r. 306-302; 297-), rei do Epiro e da Macedônia, e achado em Siracusa, mostrando uma Promacos em sua derivação agressiva

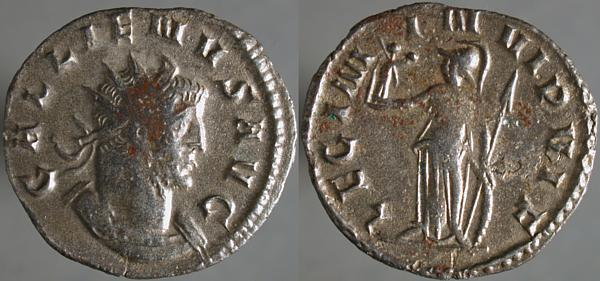
Moeda romana com efígie de Galiano r. e uma das várias caracterizações da Atena Promacos. Este tipo atualmente é considerado em geral o mais plausível para a estátua de Fídias

Dedicada a Atena, a virgem deusa da guerra, das artes manuais e da sabedoria, e patrona da cidade, sua descrição mais conhecida está na Descrição da Grécia, de Pausânias:
"Além de todas as que já listei, há duas outras oferendas atenienses dedicadas com os espólios tomados na guerra; uma é uma estátua de bronze de Atena, dos espólios dos persas que atacaram em Maratona, que é obra de Fídias. As pessoas dizem que a batalha dos lápitas contra os centauros que está representada no escudo e todos os outros relevos foram gravados pelo escultor Mís, e que essas e outras decorações foram projetadas para Mís por Parrásio, filho de Evenor. A ponta da lança e o elmo cristado desta Atena podem ser vistos pelos marinheiros desde o Cabo Sunião".
Um registro de um comentarista de Demóstenes em Contra Andrócio (em latim: Contra Androtion) também a refere como uma oferta votiva dedicada pela vitória ateniense na Batalha de Maratona, e esta tradição se firmou entre os romanos. Porém, hoje se considera sua datação incerta. Durante muitos anos, seguindo Pausânias e a tradição romana, a crítica pensou que ela havia sido construída entre pouco após a batalha, ocorrida em 490 a.C., e antes de c. 450 a.C., quando inicia o programa de Péricles de reconstrução da cidade de Atenas, devastada pelos persas nas Guerras Médicas. Reforça esta teoria um registro contábil continuado ao longo de uma década entre c. 465-450 a.C. a respeito de compras de materiais de escultura em bronze para uma obra de grandes proporções que custou a fortuna de aproximadamente 85 talentos e levou quase dez anos para ser concluída, que na respeitada opinião de William Bell Dinsmoor e Jerome Pollitt parece apontar só para a Promacos, mas infelizmente esses registros não descrevem nem nomeiam a obra para a qual os materiais se destinavam. Por outro lado, alguns estudos recentes aceitam que teria sido criada mais ao menos ao mesmo tempo que a Atena Partenos, cuja datação é mais segura: 446-438 a.C.
Instalada a céu aberto na entrada da Acrópole, tinha uma altura provável em torno de 10 metros, fora o pedestal, sendo vista a grande distância. Com ela o nome de Fídias se tornou proeminente. Pouco se sabe sobre seu aspecto, pois a obra perdeu-se e dela só restam imagens em moedas e cópias miniaturizadas muito imperfeitas e desiguais, mas que permitem fazer uma ideia geral. Moedas romanas dos séculos II e III cunhadas em Atenas, que a mostram entre edifícios da Acrópole, consistentes com a descrição de Pausânias, são a fonte mais segura para reconstruir a imagem. Elas a mostram parcialmente, de pé, segurando na mão direita uma imagem de Nice, a deusa da Vitória, com a ponta de uma lança sobressaindo ao seu ombro esquerdo. Outras moedas helenísticas e romanas a mostram completa, em atitude similar, mas não se tem certeza de que representavam a Promacos, podendo ser imagens também da Atena Partenos, que alguns pensam ter-lhe sido muito semelhante. A fragmentária Minerva de Ingres, hoje no Museu do Louvre, é uma cópia romana de grandes dimensões (2,6 m) de uma Atena clássica apresentada como possível cópia da Promacos. No entanto, sua iconografia é variável, outras fontes mostram uma enorme figura de coruja a seus pés, ou uma coruja sobre um tronco, sob a mão direita, às vezes tem associado um escudo, uma coluna ou uma serpente, e várias têm sido as propostas modernas de reconstrução, com resultados bastante divergentes.
Suas representações se misturam também a uma tradição paralela e mais antiga de figuração de Atena em sua qualidade guerreira, e assinalada em moedas, vasos, estatuária e outros meios, que forma a família tipológica que veio a ser chamada pela crítica de Promacos. O apelido específico Promacos, aliás, se refere a um de seus principais atributos, a arte da guerra, bem como à vitória em geral, sendo invariavelmente mostrada nesta qualidade nas ânforas panatenaicas oferecidas como prêmio aos vencedores dos jogos atléticos. Esta tradição mostrava Atena em movimento ativo, em plena batalha, acompanhada de outras figuras ou mesmo isolada, tendo uma perna à frente da outra como que a avançar, o braço direito erguido a brandir sua lança, e o braço esquerdo segurando o escudo elevado. O tipo se tornou particularmente popular depois que foi introduzido na decoração das ânforas panatenaicas, mas é difícil saber se ele influenciou Fídias na composição da atitude da sua obra. O que parece é que depois de a estátua se tornar notória, qualquer que tenha sido sua postura verdadeira, sua tradição se funde à outra, e também em parte à da Atena Partenos, de maneira inextrincável. Esse modelo dinâmico e agressivo se tornou outra vez influente entre o século XIX e o século XX entre os acadêmicos que tentavam reconstituir as especificidades da Atena Promacos fidiana.

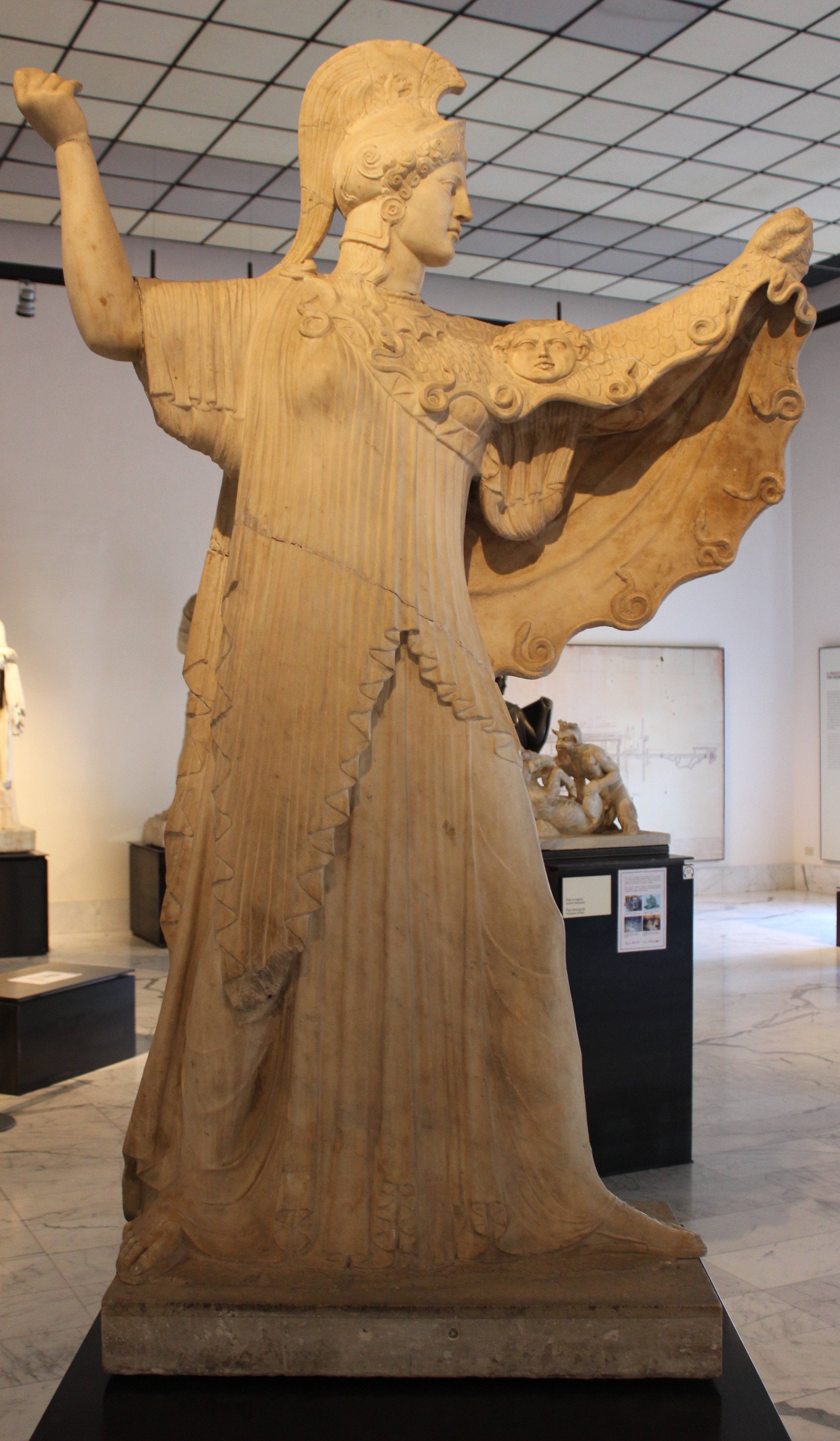
Estátua romana arcaizante de Atena da família Promacos, procedente da Vila dos Papiros em Herculano

Torna a situação bastante mais complicada o fato de haver na Antiguidade numerosas estátuas de Atena na Acrópole, várias com grandes dimensões, e sua identificação separada nas fontes antigas é extremamente confusa. Olga Palagia, sumarizando estudos recentes, acredita que ela era uma versão bastante similar à Partenos, correspondendo em linhas gerais às moedas romanas citadas no início, estando simplesmente de pé sem aparentar movimento, com um elmo cristado a cobrir a cabeça, tendo na destra a Nice e a lança a repousar no ombro esquerdo, cuja mão descansa sobre um escudo que toca o chão e se apoia contra suas pernas.
Seu estilo é igualmente incerto. As fontes mais fidedignas, as moedas romanas, são pobremente detalhadas e só permitem um vislumbre de sua postura geral. Mesmo que tenha sido construída na segunda metade do século, quando já predominava o estilo clássico, do qual Fídias é um dos fundadores, as ligações da tipologia Promacos com valores muito antigos e venerados pelos atenienses podem ter levado o artista a dotá-la de linhas arcaizantes. Nas ânforas panatenaicas e em ofertas votivas encontradas na Acrópole uma Promacos claramente arcaizante aparece ao longo de séculos depois de aquele cânone ter ficado obsoleto em outros contextos, mas suas ligações com o estilo da estátua de Fídias também não são claras.
Sua localização é atestada por evidências arqueológicas na Acrópole, ainda havendo vestígios dos alicerces do seu pedestal a oeste do templo arcaico de Atena e aproximadamente no eixo da via que partia da escadaria monumental (o propileu) e entrava na cidadela. Sua base media cerca de 5,4 x 5,5 metros de lado, com uma altura de cerca de 4 metros, e foi talhada em mármore de Paros e em parte escavada no leito rochoso. Também é visível o buraco onde fora cravado o mastro de madeira que funcionava como uma espinha dorsal para a estátua. Fragmentos de blocos de mármore dispersos em vários lugares de Atenas foram tentativa e controversamente identificados como partes do pedestal.

## Paradeiro
Do destino que teve também pouco se sabe e muito se supõe. No século V da era cristã uma dedicatória confirma sua presença na Acrópole dizendo que uma estátua de Hercúlio, prefeito pretoriano da Ilíria entre 408 e 410, havia sido erguida ao lado da Atena Promacos, mas em 435 Teodósio II (r. 408–450) mandou seus magistrados destruírem todos os templos e santuários pagãos do império. Várias fontes informam que a ordem não teve uma aplicação homogênea, fato que pode aceitavelmente ter feito a estátua sobreviver, mas no século seguinte as pressões oficiais para a cristianização da refratária Atenas se tornaram intensas, e dificilmente uma estátua monumental de deusa pagã poderia permanecer em local tão conspícuo, quando o próprio Partenon a esta altura já funcionava como igreja cristã. Assim, se até agora não a haviam destruído, deve ter sido logo levada para outra parte.
Tradicionalmente se acredita que a elite de Constantinopla, desde que se tornou capital cristã do Império Bizantino, se empenhou em "capturar" estátuas pagãs afamadas e levá-las para decorar palácios e logradouros públicos, tornando a cidade verdadeiro museu da Antiguidade, a fim de afirmar o poderio da nova fé assim como para estabelecer uma relação de continuidade com o glorioso passado imperial romano e a sofisticada cultura grega, de quem se consideravam os herdeiros. Três fontes entre os séculos IX e XIII — Aretas de Cesareia, Cedreno e Nicetas Coniates — dizem que uma grande estátua brônzea de Atena estava ali neste período, mas a identificação, embora plausível, não é garantida. Nicetas relatou que a dita estátua foi destruída pelo vandalismo popular em 1203, e deu uma descrição, que no entanto não concorda muito com Pausânias nem com a iconografia mais confiável: 
"Estava sobre uma coluna no Fórum de Constantino; estava de pé, e tinha 30 pés (cerca de 10 metros) de altura; sua figura e seu traje eram de bronze; seu traje caía até os pés, e tinha muitas dobras; tinha uma cinta firmemente atada à cintura; usava a égide e o gorgonião; seu longo pescoço estava nu; seu elmo tinha uma crista; seu cabelo estava preso atrás; sua mão esquerda segurava as dobras do vestido; sua mão direita se estendia para o sul; sua cabeça se inclinava ligeiramente na mesma direção".

## Interpretação

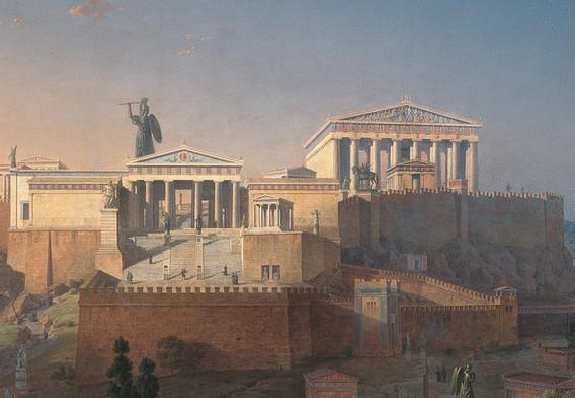
Reconstituição de Leo von Klenze do possível impacto visual da estátua na Acrópole, 1846

A incerteza sobre sua forma e atitude, sobre as circunstâncias de sua criação, mais as contradições e lacunas das fontes antigas não permitem ir muito longe no desvendamento do seu significado exato além da suposta destinação como ex-voto, ficando muito para a especulação, mas é muito provável que, como todos os monumentos da Acrópole, e em vista da rica simbologia civilizatória e protetora de Atena e sua íntima ligação com a cidade, sendo-lhe a deusa tutelar e mãe adotiva de seu primeiro rei mítico, a Atena Promacos estivesse carregada de associações morais, religiosas e políticas que identificavam a sociedade ateniense e afirmavam seu valor especial entre todos os gregos e sobretudo contra os bárbaros.
Embora não fosse uma imagem de culto, provavelmente era considerada também dotada de virtudes místicas, e tais associações estão presentes em ramificações de sua história semilegendária. Diz uma tradição que durante a invasão de Atenas pelos visigodos, em 395, Alarico (r. 395–410) viu uma enorme figura da deusa vestida como sua estátua a rondar as muralhas da cidade, armada e pronta para a batalha. A consagração do Partenon à Virgem Maria quando foi convertido em igreja cristã, tema simbólico que tem sido muito explorado pelos acadêmicos, em vez de romper com o passado continuou, convenientemente travestida, a antiquíssima tradição ateniense de ter como aguerrida protetora da cidade uma "deusa" vitoriosa e que apesar de ser virgem é mãe — Atena era mãe adotiva de Erictônio. Em Constantinopla, a hipotética presença da Atena Promacos na cidade adquiriu uma nota nova ao ser relacionada a relatos medievais que falam de sonhos e aparições da Virgem Maria com aspecto militar durante assédios à cidade, incentivando os habitantes à resistência. Durante o assédio dos ávaros em 626, diz-se que ela inclusive afundou navios e engajou-se em combates corpo a corpo misturada aos soldados, ordenando-lhes que tingissem o mar de vermelho com o sangue dos inimigos. No hino composto em agradecimento pela vitória, fica explícito o papel da Virgem como general e "deusa da cidade", e no século XII orações ainda a chamavam de general invencível, assim como Atena em seu atributo de Promacos era invencível na batalha. Criou-se no Império Bizantino toda uma iconografia e literatura mariana de caráter guerreiro que se acredita diretamente inspirada na imagem e função desta representação da deusa.